# Annalisa Buffa
Annalisa Buffa (ur. 14 lutego 1973 roku w Mediolanie) – włoska matematyczka, profesor Politechniki Federalnej w Lozannie. Specjalizuje się w analizie numerycznej i równaniach różniczkowych cząstkowych.

## Życiorys
W roku 1996 ukończyła studia z informatyki technicznej. Doktorat uzyskała w 2000 roku na Uniwersytecie Mediolańskim na podstawie rozprawy Some numerical and theoretical problems in computational electromagnetism (jej promotorem był Franco  Brezzi). Po odbyciu stażu podoktorskiego na Politechnice Federalnej w Zurychu, w 2001 roku rozpoczęła pracę w Istituto di Matematica Applicate e Tecnologie Informatiche "E. Magenes" (IMATI), a od 2016 roku jest profesorem Politechniki Federalnej w Lozannie.
Autorka ponad 100 artykułów naukowych. Swoje prace publikowała m.in. w „Computer Methods in Applied Mechanics and Engineering”, „Numerische Mathematik”, „SIAM Journal on Numerical Analysis”, „IMA Journal of Numerical Analysis", „Journal of Computational Physics”, „SIAM Journal on Scientific Computing” i „Acta Numerica”.
W roku 2007 została nagrodzona Bartolozzi Prize, a w 2015 Collate Prize. Uzyskała też dwa prestiżowe granty ERC.
W roku 2014 wygłosiła wykład sekcyjny na Międzynarodowym Kongresie Matematyków, a w 2015 wykład plenarny na International Congress of Industrial and Applied Mathematics.
Jest członkinią Academia Europaea (od 2016 roku) i członkinią korespondencyjną Accademia dei Lincei (od 2018 roku).